# Franz Klammer
Pour les articles homonymes, voir Klammer.
Franz Klammer, né le 3 décembre 1953 à Mooswald, dans le land de Carinthie est un ancien skieur alpin autrichien. Spécialiste de la descente, il est sacré champion olympique devant son public à Innsbruck en 1976 et remporte quatre fois consécutivement le petit globe de cristal de la spécialité, de 1975 à 1978 puis un cinquième en 1983, ce qu'aucun autre descendeur n'a réalisé. En Coupe du monde, ses vingt-cinq victoires en descente, de la première en 1973 à Schladming à la dernière en 1984 à Kitzbühel, constituent toujours un record.

## Biographie
Surnommé Kaiser Franz ou Klammer Express, Franz Klammer est considéré par les spécialistes du ski alpin comme le plus grand descendeur de tous les temps. À une époque où le super géant n'existe pas encore, Franz se consacre presque exclusivement à la descente et ne s'intéresse pas aux épreuves techniques : cela explique ses résultats relativement modestes au classement général de la coupe du monde de ski alpin, à une époque où Ingemar Stenmark et Gustavo Thöni collectionnent les gros globes. Sa domination sur la descente est notamment exceptionnelle lors de la saison 1974-1975, lorsqu'il remporte huit courses sur les neuf au programme, puis, à cheval sur les deux saisons suivantes, dix victoires consécutives. Son record de quatre petits globes de la descente remportés consécutivement de 1975 à 1978 n'est égalé que par Beat Feuz au terme de l'hiver 2020-2021, mais il en gagne un cinquième en 1982-1983, ce qui reste le record pour la discipline. Son autre record, qu'aucun skieur de vitesse n'a encore approché, est celui de vingt-cinq victoires, de la première à l'âge de 19 ans, le 22 décembre 1973 à Schladming, à la dernière le 21 janvier 1984 sur la Streif de Kitzbühel où il s'est par ailleurs imposé à quatre reprises.   

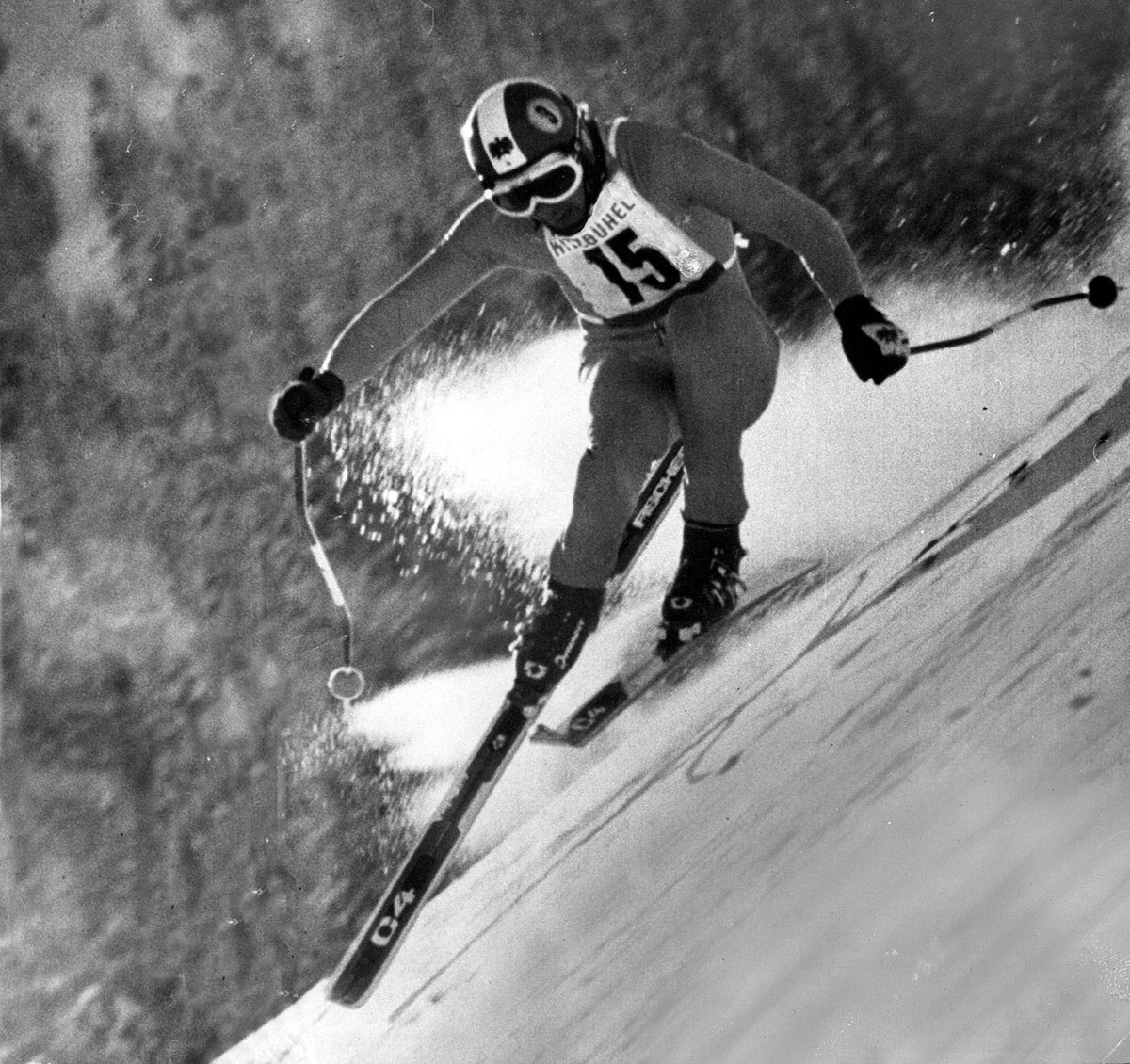
Franz Klammer sur la Streif en 1976.

Mais son plus grand succès est son titre olympique, remporté devant plus de 60 000 supporters massés autour de la piste Patscherkofel le 5 février 1976. Le tenant du titre Bernhard Russi détient le meilleur temps lorsque Klammer s'élance avec le dossard n°15, en retard sur les premiers intermédiaires, mais choisissant ensuite des trajectoires tendues et inédites qui lui permettent de s'imposer. Battu de 33/100e de seconde, Russi témoigne : 

« Vraiment, toute la montagne tremblait durant la descente de Franz. Et je pense franchement que quelque part, les spectateurs ont un énorme pouvoir. Ils l'ont poussé, ils lui ont apporté ce petit plus qui a fait qu'il ne pouvait pas perdre cette course. Il y avait quelque chose dans l'air… Mais il a aussi fait quelque chose d'exceptionnel sur les derniers mouvements de terrain, il est passé à un endroit qu'il n'avait sûrement pas reconnu et où personne n'était allé voir si c'était faisable ou pas. Il a choisi cette ligne directe qui normalement, paraissait impossible à prendre. Mais lui, il l'a fait ! »

En entendant les hurlements de la foule dans l'aire d'arrivée, Franz Klammer comprend que la médaille d'or est à lui : « J'étais si heureux et tellement soulagé ! Je venais de faire ma plus grande course dans la descente la plus importante de toutes. J'en avais gagné tellement auparavant, mais sans accrocher le titre olympique, j'aurais connu une bonne carrière, pas une grande carrière ». 
Malgré ses nombreux succès, il aimait déclarer que « les échecs font partie de la normale ». Une fois sa carrière terminée il devint pilote automobile participant au championnat DTM.

## Palmarès

### Jeux olympiques d'hiver
| Épreuve / Édition | Descente | Slalom géant | Slalom |
| JO 1976 Innsbruck | Or       | Abandon      | —      |

### Championnats du monde
| Épreuve / Édition                    | Descente | Slalom géant | Slalom | Combiné |
| Mondiaux 1974 Saint-Moritz           | Argent   | 10e          | 20e    | Or      |
| JO 1976 Innsbruck                    | Or       | Abandon      | —      | —       |
| Mondiaux 1978 Garmisch-Partenkirchen | 5e       | —            | —      | —       |
| Mondiaux 1982 Schladming             | 7e       | —            | —      | —       |
| Mondiaux 1985 Bormio                 | 5e       | —            | —      | —       |

### Coupe du monde
- Meilleur résultat au classement général : 3e en 1975 et 1977
  - Vainqueur de la coupe du monde de descente en 1975, 1976, 1977, 1978 et 1983
  - 26 victoires : 25 descentes (record) et 1 combiné
  - 45 podiums (codétenteur du record en descente avec Peter Müller : 41 podiums. Record battu en 2021 par le Suisse Beat Feuz.)

| Année/Classement | Général | Général | Descente | Descente | Géant  | Géant  | Combiné | Combiné |
| Année/Classement | Class.  | Points  | Class.   | Points   | Class. | Points | Class.  | Points  |
| ---------------- | ------- | ------- | -------- | -------- | ------ | ------ | ------- | ------- |
| 1973             | 8e      | 93      | 4e       | 62       | 9e     | 31     | -       | -       |
| 1974             | 5e      | 125     | 2e       | 100      | 10e    | 17     | -       | -       |
| 1975             | 3e      | 240     | 1er      | 125      | 9e     | 31     | -       | -       |
| 1976             | 4e      | 181     | 1er      | 125      | -      | -      | 4e      | 25      |
| 1977             | 3e      | 203     | 1er      | 125      | -      | -      | -       | -       |
| 1978             | 5e      | 70      | 1er      | 96       | -      | -      | -       | -       |
| 1979             | 51e     | 23      | 19e      | 23       | -      | -      | -       | -       |
| 1980             | 33e     | 27      | 11e      | 27       | -      | -      | -       | -       |
| 1981             | 40e     | 37      | 13e      | 37       | -      | -      | -       | -       |
| 1982             | 14e     | 71      | 5e       | 71       | -      | -      | -       | -       |
| 1983             | 18e     | 95      | 1er      | 95       | -      | -      | -       | -       |
| 1984             | 20e     | 79      | 4e       | 79       | -      | -      | -       | -       |
| 1985             | 52e     | 23      | 16e      | 23       | -      | -      | -       | -       |

| Édition / Épreuve | Descente                                                                              | Combiné | Total |
| ----------------- | ------------------------------------------------------------------------------------- | ------- | ----- |
| 1974              | Schladming                                                                            | -       | 1     |
| 1975              | Val d'isère Saint-Moritz Garmisch Wengen Kitzbühel Innsbruck Jackson Hole Val Gardena | -       | 8     |
| 1976              | Madonna di Campiglio Wengen II Morzine Kitzbühel Aspen                                | Wengen  | 6     |
| 1977              | Val Gardena (X2) Garmisch Kitzbühel Wengen Laax                                       | -       | 6     |
| 1978              | Val d'Isère Laax II                                                                   | -       | 2     |
| 1982              | Val d'Isère                                                                           | -       | 1     |
| 1983              | Val Gardena II                                                                        | -       | 1     |
| 1984              | Kitzbühel                                                                             | -       | 1     |
| Total             | 25                                                                                    | 1       | 26    |

### Arlberg-Kandahar
- K de diamant
  - Vainqueur de la descente 1977 à Laax